# Emeric Lackfi
Emeric Lackfi (în maghiară Lackfi Imre) (?-1375) a fost voievod al Transilvaniei între anii 1369-1372.
A fost fiul lui Ștefan Lackfi care a ocupat funcția de voievod al Transilvaniei între anii 1344-1350, și ban al Croației între anii 1350-1352.

## Demnități
Emeric Lackfi a fost „magister agazonum” (1359-1367), Ban al Bulgariei (1365-1366), Ban al Croației și Slavoniei (1368), voievod al Transilvaniei  (1369-1372), Palatin (1372-1375).
Magister agazonum este denumirea latină a demnității de Mai marele peste caii regali din Regatul Ungariei (echivalentă cu dregătoria de comis din Moldova). Demnitatea a fost introdusă în jurul anului 1220 și era asimilată titlului nobiliar de baron.